# 이클립스 (박하사탕)
이클립스(Eclipse)는 1999년 리글리가 알갱이로 만들어진 껌 부문에 처음 진입하면서 미국에서 처음 선보인 껌과 박하사탕 브랜드다. 이클립스가 출시되기 8년 전인 1991년 출시된 캐나다의 엑셀을 모델로 삼았다.